# Чудові штани Фатті
Чудові штани Фатті (англ. Fatty's Magic Pants) — американська короткометражна кінокомедія Роско Арбакла 1914 року.

## Сюжет
Фатті чекає з нетерпінням відвідин. Але для того, щоб піти, він повинен відповідно одягнутися, і він стикається з несподіваними труднощами в цьому.

## У ролях
- Роско ’Товстун’ Арбакл — Фатті
- Мінта Дарфі — дівчина Фатті
- Х. МакКой — суперник Фатті
- Еліс Девенпорт — хазяйка вечірки
- Філліс Аллен — мама Фатті
- Глен Кавендер — поліцейський
- Чарлі Чейз — гість на вечірці
- Діксі Чен — гість на вечірці
- Едвард Ф. Клайн — швейцар